# Municipio de Wills (Ohio)
El municipio de Wills (en inglés: Wills Township) es un municipio ubicado en el condado de Guernsey en el estado estadounidense de Ohio. En el año 2010 tenía una población de 1613 habitantes y una densidad poblacional de 17,08 personas por km².

## Geografía
El municipio de Wills se encuentra ubicado en las coordenadas 40°1′42″N 81°24′23″O / 40.02833, -81.40639. Según la Oficina del Censo de los Estados Unidos, el municipio tiene una superficie total de 94.45 km², de la cual 94,4 km² corresponden a tierra firme y (0,04 %) 0,04 km² es agua.

## Demografía
Según el censo de 2010, había 1613 personas residiendo en el municipio de Wills. La densidad de población era de 17,08 hab./km². De los 1613 habitantes, el municipio de Wills estaba compuesto por el 96,22 % blancos, el 1,36 % eran afroamericanos, el 0,19 % eran amerindios, el 0,37 % eran asiáticos, el 0,43 % eran de otras razas y el 1,43 % eran de una mezcla de razas. Del total de la población el 0,81 % eran hispanos o latinos de cualquier raza.